# Chaperiopsis familiaris
Chaperiopsis familiaris is een mosdiertjessoort uit de familie van de Chaperiidae. De wetenschappelijke naam van de soort is, als Chaperia familiaris voor het eerst geldig gepubliceerd in 1983 door Hayward & Cook.